# 腺灰岩紫地榆
腺灰岩紫地榆（学名：Geranium franchetii var. glandulosum）为牻牛儿苗科老鹳草属下的一个变种。